# Utricularia spiralis
Utricularia spiralis är en tätörtsväxtart som beskrevs av James Edward Smith. Utricularia spiralis ingår i släktet bläddror, och familjen tätörtsväxter. Inga underarter finns listade i Catalogue of Life.